# فنامیفوس
فنامیفوس یک مهارکننده ارگانوفسفات استیل کولین استراز است که به عنوان حشره کش مورد استفاده قرار می‌گیرد.